# Bernard Frénicle de Bessy
Bernard Frénicle de Bessy, francoski matematik, * okoli 1605, Pariz, Francija, † 17. januar 1675, Pariz.

## Življenje in delo
Frénicle je napisal več matematičnih člankov, večinoma iz teorije števil in kombinatorike.
Po njem se imenuje standardna oblika predstavitve magičnih kvadratov. Rešil je več problemov, ki jih je zastavil Fermat. Med drugim je dokazal Fermatov izrek o pravokotnem trikotniku. Odkril je tudi število taksija in opisal vseh 880 bistveno drugačnih normalnih magičnih kvadratov reda 4, kar pa je bilo objavljeno šele leta 1693.
Kakor Fermat je bil tudi Frénicle ljubiteljski matematik, vendar si je vseeno dopisoval z Descartesom, Huygensom, Mersenneom, ter tudi Fermatom, ki je bil njegov osebni prijatelj.
Huygensa je izval, naj reši naslednji sistem enačb v celih številih:
{\displaystyle x^{2}+y^{2}=z^{2},\qquad x^{2}=u^{2}+v^{2},\qquad x-y=u-v\!\,.}
Rešitev je leta 1880 podal Pépin.
Ameriško matematično društvo mu je leta 1973 posmrtno priznalo njegovo delo na področju strukturalne kombinatorike.